# Ljukman Adams
Ljukman Rasakovič Adams (in russo Люкман Расакович Адамс?; Leningrado, 24 settembre 1988) è un triplista russo.

## Progressione

### Salto triplo
| Stagione | Misura  | Luogo      | Data      | Rank. Mond. |
| -------- | ------- | ---------- | --------- | ----------- |
| 2013     | 16,82 m | Soči       | 26-5-2013 | 28º         |
| 2012     | 17,53 m | Soči       | 27-5-2012 | 3º          |
| 2010     | 17,17 m | Erino      | 12-6-2010 | 14º         |
| 2008     | 16,78 m | Tula       | 6-7-2008  | 61º         |
| 2007     | 16,75 m | Soči       | 24-5-2007 | 53º         |
| 2005     | 15,97 m | Čeljabinsk | 23-6-2005 |             |

### Salto triplo indoor
| Stagione | Misura  | Luogo    | Data      | Rank. Mond. |
| -------- | ------- | -------- | --------- | ----------- |
| 2014     | 17,37 m | Sopot    | 9-3-2014  | 1º          |
| 2012     | 17,36 m | Istanbul | 11-3-2012 | 3º          |
| 2011     | 17,32 m | Mosca    | 30-1-2011 | 6º          |
| 2009     | 16,22 m | Mosca    | 14-2-2009 | 56º         |
| 2008     | 16,86 m | Mosca    | 12-1-2008 | 17º         |
| 2007     | 16,45 m | Penza    | 2-2-2007  |             |

## Palmarès
| Anno | Manifestazione   | Sede       | Evento       | Risultato | Prestazione | Note                                    |
| ---- | ---------------- | ---------- | ------------ | --------- | ----------- | --------------------------------------- |
| 2007 | Europei juniores | Hengelo    | Salto triplo | Oro       | 16,50 m     |                                         |
| 2010 | Europei          | Barcellona | Salto triplo | 6º        | 16,78 m     |                                         |
| 2012 | Mondiali indoor  | Istanbul   | Salto triplo | Bronzo    | 17,36 m     |                                         |
| 2012 | Giochi olimpici  | Londra     | Salto triplo | 9º        | 16,78 m     |                                         |
| 2014 | Mondiali indoor  | Sopot      | Salto triplo | Oro       | 17,37 m     | Miglior prestazione mondiale stagionale |
| 2014 | Europei          | Zurigo     | Salto triplo | Argento   | 17,09 m     |                                         |
| 2015 | Mondiali         | Pechino    | Salto triplo | 5º        | 17,28 m     |                                         |